# Bruce Edward Babbitt
Bruce Edward Babbitt, ameriški poslovnež, odvetnik in politik, * 27. junij 1938, Los Angeles, Kalifornija.
Babbitt je bil guverner Arizone (1978-1987) in sekretar za notranje zadeve ZDA (1993-2001).